# Kalemie
Kalemie este un oraș din partea de est a Republicii Democrate Congo, aflat pe malul vestic al lacului Tanganyika.
Este reședința provinciei omonime numelui lacului, Tanganyika.